# 示性函数 (凸分析)
在数学领域的凸分析中，集合的“示性函数”为凸函数，用于表示给定元素是否为该集合的成员（或非成员）。尽管与常规示性函数定义相似，两者也可以相互转换，但根据如下定义的示性函数更适应于凸分析的方法。

## 定义
假设 {\displaystyle A} 为集合 {\displaystyle X} 的子集。 {\displaystyle A} 的 “示性函数”
{\displaystyle \chi _{A}:X\to \mathbb {R} \cup \{+\infty \}}
在擴展實數線上的值定义为
{\displaystyle \chi _{A}(x):={\begin{cases}0,&x\in A;\\+\infty ,&x\not \in A.\end{cases}}}

## 与指示函数的关系
令 {\displaystyle \mathbf {1} _{A}:X\to \mathbb {R} } 为一般指示函数：
{\displaystyle \mathbf {1} _{A}(x):={\begin{cases}1,&x\in A;\\0,&x\not \in A.\end{cases}}}
若采用如下约定
- 对于任意{\displaystyle a\in \mathbb {R} \cup \{+\infty \}}， {\displaystyle a+(+\infty )=+\infty } 以及 {\displaystyle a(+\infty )=+\infty }；
- {\displaystyle {\frac {1}{0}}=+\infty }；且
- {\displaystyle {\frac {1}{+\infty }}=0}；

那么，指示函数与示性函数满足如下关系
{\displaystyle \mathbf {1} _{A}(x)={\frac {1}{1+\chi _{A}(x)}}}
同时，
{\displaystyle \chi _{A}(x)=(+\infty )\left(1-\mathbf {1} _{A}(x)\right).}